# فيكتور هالبرين
فيكتور هالبرين (بالإنجليزية: Victor Hugo Halperin)‏ هو كاتب سيناريو ومخرج أمريكي، ولد في 24 أغسطس 1895 في شيكاغو في الولايات المتحدة، وتوفي في 17 مايو 1983 في أريزونا في الولايات المتحدة.

## وصلات خارجية
- فيكتور هالبرين على موقع IMDb (الإنجليزية)
- فيكتور هالبرين على موقع ألو سيني (الفرنسية)
- فيكتور هالبرين على موقع أول موفي (الإنجليزية)
- فيكتور هالبرين على موقع قاعدة بيانات الأفلام السويدية (السويدية)
- فيكتور هالبرين على موقع إن إن دي بي (الإنجليزية)
- فيكتور هالبرين على موقع قاعدة بيانات الفيلم (الإنجليزية)
- فيكتور هالبرين على موقع كينوبويسك (الروسية)